# Kostrzyn nad Odrą

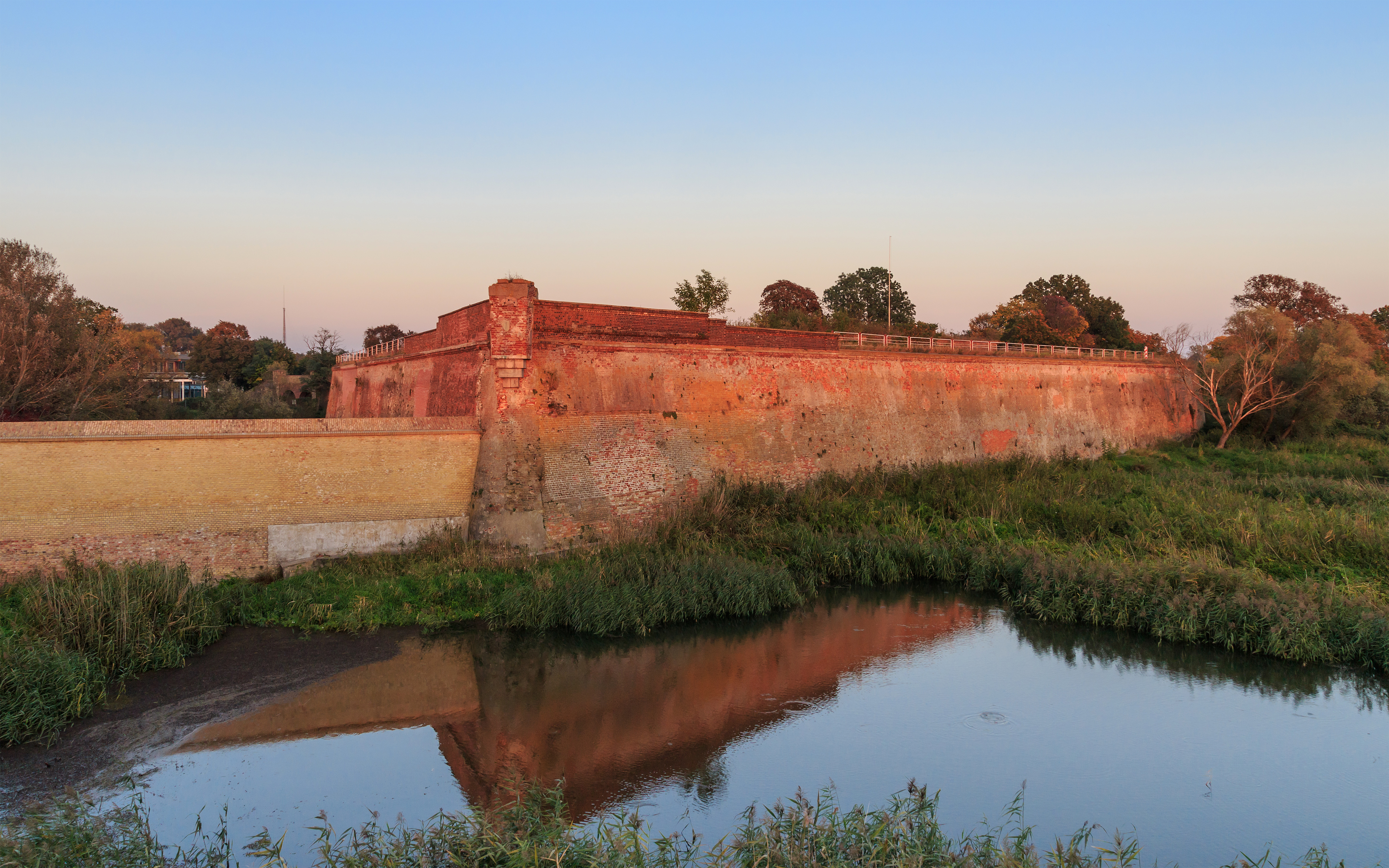
Kungsbastionen vid Küstrins gamla fästning (2017).

Kostrzyn nad Odrą [ˈkɔstʃɨn nad ˈɔdrõ], tyska Küstrin, är en stad vid floden Oder (polska: Odra) i västra Polen, på gränsen till Tyskland.  Staden tillhör det administrativa distriktet Powiat gorzowski i Lubusz vojvodskap och hade 18 111 invånare år 2011.  Kostrzyn nad Odrą är känt för den befästa ruinstaden i stadens gamla stadskärna, som helt förstördes under slutet av andra världskriget och aldrig återuppbyggdes på samma plats.  Ruinerna har givit staden smeknamn som Pompeji vid Oder och Polens Hiroshima.  Den nya staden ligger öster om stadens gamla centrum.  Staden är även känd för den stora rockfestivalen Pol'and'Rock Festival, som sedan 2004 arrangeras här.
Staden var från 1200-talet fram till andra världskriget del av Provinsen Brandenburg i Tyskland. De östra delarna av staden tillhör sedan 1946 Polen, medan den tidigare västra förstaden Küstrin-Kietz på andra sidan Oder blev del av den sovjetiska ockupationszonen i Tyskland, sedermera Östtyskland. Idag utgör  den en del av kommunen Küstriner Vorland i Landkreis Märkisch-Oderland, i det tyska förbundslandet Brandenburg.

## Geografi
Kostrzyn nad Odrą ligger vid Polens västra gräns mot Tyskland, på östra sidan av Oder omkring floden Wartas utflöde i Oder. Wartas och Oders floddalar bildar här vidsträckta låglänta våtmarker. Berlin ligger omkring 80 kilometer västerut och Szczecin omkring 90 kilometer norrut. Stadens moderna centrum ligger i det område som i början av 1900-talet utgjorde stadens östra förstäder. Den historiska stadskärnan vid Oder är till följd av den omfattande förstörelsen av fästningsstaden under andra världskriget idag ett obebyggt parkområde med delvis bevarade ruiner. Stadens västra förstäder, väster om den tysk-polska nationsgränsen längs Oder, bildar administrativt idag den tyska orten Küstrin-Kietz.

## Historia

### Fästningsstaden Küstrin
Staden uppstod ursprungligen som en befästning och ett handelscentrum i västra Polen, troligen befäst från 900-talet och först omnämnd som ort 1232. Den polske hertigen Władysław Odonic hade givit borgen och det omkringliggande området i gåva till Tempelherreorden 1223.  År 1261 erövrades staden av markgrevskapet Brandenburg. Staden gavs stadsrättigheter år 1300. När markgreven Johan av Brandenburg-Küstrin 1535, som yngre son till kurfursten Joakim I av Brandenburg, erhöll staden i förläning valde han staden till sitt residens. Från 1580 blev staden huvudstad i regionen Neumark i kurfurstendömet Brandenburg.  Stadens fästningsanläggningar byggdes ut och Küstrin blev med tiden en viktig fästningsstad, bland annat genom det strategiska läget, vid två floder och omgiven av våtmarker. 

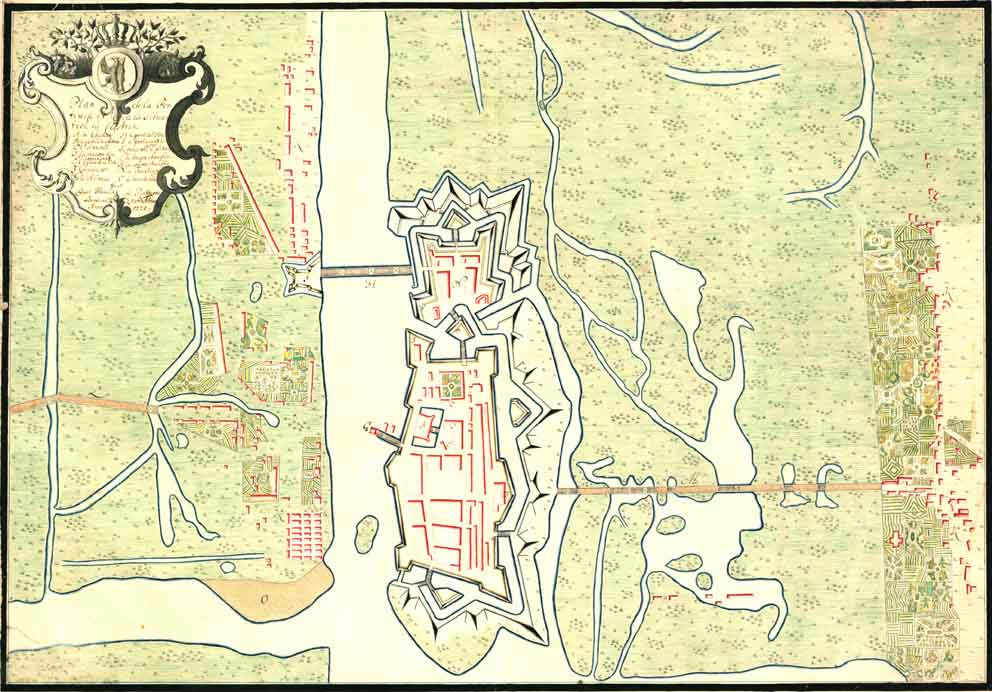
Karta från 1728 över fästningsstaden Küstrin.

1730 satt kronprinsen Fredrik av Preussen, sedermera Fredrik II av Preussen, fängslad i staden efter att ha försökt rymma från hovet tillsammans med vännen Hans Hermann von Katte.  Katte avrättades i Fredriks åsyn på kungen, Fredrik Vilhelm I:s, order.  Staden förstördes till stora delar av ryskt artilleri under Sjuårskriget, och även under slutet av Napoleonkrigen efter att ha ockuperats mellan 1806 och 1813 av Frankrike, men återuppbyggdes.  Under 1800-talet blev staden en viktig järnvägsknut i Preussen med många industrier och snabb tillväxt. Nya staden, som idag är stadens centrum, växte upp öster om den gamla fästningsstaden.  Staden hade 17 704 invånare år 1905 och vid krigsutbrottet 1939 var befolkningen uppe i omkring 24 000 invånare.

### Andra världskriget
Under slutet av andra världskriget, våren 1945, utkämpades hårda strider omkring staden.  Staden gjordes åter till fästningsstad, och de östra förstäderna evakuerades.  Den gamla stadskärnan förstördes till 95 procent under striderna.  När den nya gränsen efter kriget drogs upp vid Potsdamkonferensen kom den nya gränsen, den så kallade Oder-Neisse-linjen, att dras omedelbart intill ruinerna av den gamla staden, mitt i floden Oder.  Återstoden av den historiska staden, som nu låg i gränszonen, jämnades med marken och idag finns endast rester av gatunätet, fästningsvallarna och källarruiner kvar. 

### Efterkrigstiden i Polen
Stadens moderna centrum ligger i nya staden, de tidigare östra förstäderna. Den tyskspråkiga befolkningen i området fördrevs västerut och staden hade under de första åren efter krigsslutet endast några hundra invånare.  Först när stadens industri åter byggdes upp från 1950-talet och framåt ökade inflyttningen till staden från östra Polen.  Även den ökade gränshandeln sedan Polens EU-inträde har varit gynnsam för stadens näringsliv.   Staden hade 2011 18 111 invånare.

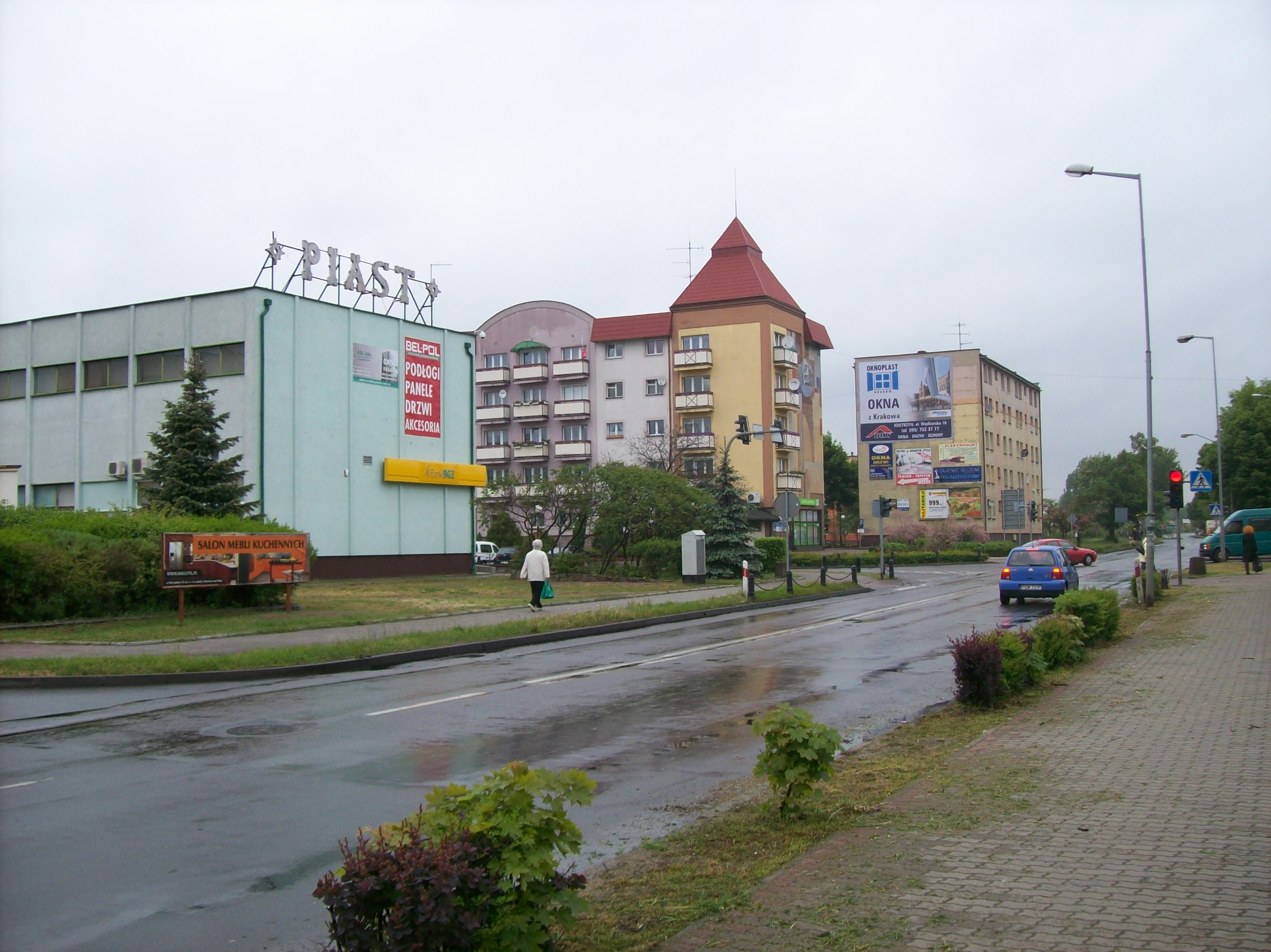
Stadens moderna centrum.

Den tidigare delen av staden som är belägen väster om floden Oder, Küstrin-Kietz, blev en självständig ort i Östtyskland, och ligger idag i Landkreis Märkisch-Oderland i Tyskland.  Järnvägsbron över Oder återuppbyggdes men användes efter kriget enbart för godstrafik fram till 1992, då persontrafiken på sträckan mot Berlin återupptogs.

## Kultur och sevärdheter

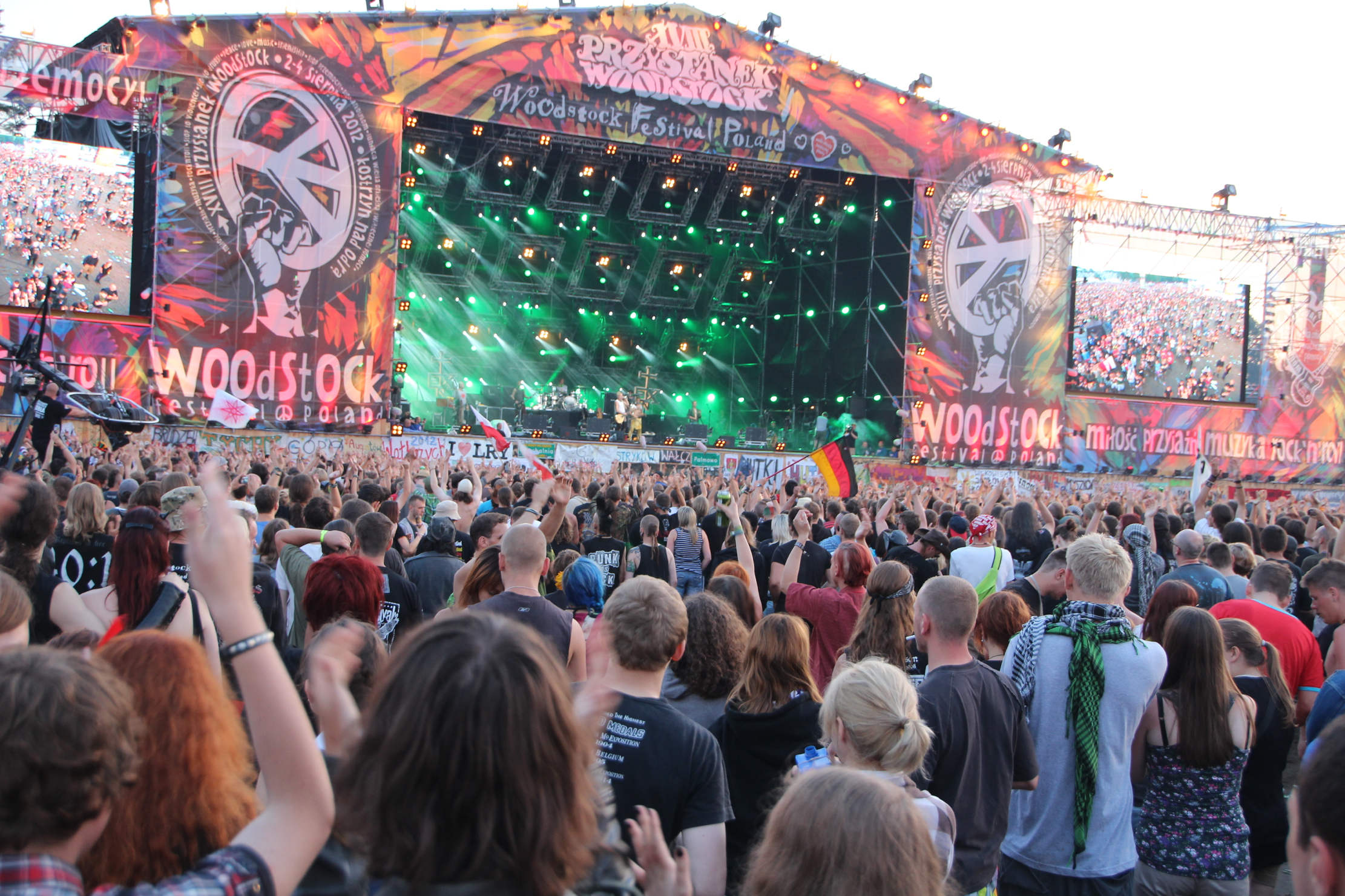
Przystanek Woodstock 2012.

År 2004 flyttades den stora rockfestivalen Przystanek Woodstock till Kostrzyn nad Odrą, och har hållits där varje sommar sedan dess, sedan 2018 under namnet Pol'and'Rock Festival. Festivalen har årligen omkring en halv miljon besökare.
Ruinerna av den gamla fästningsstaden är tillgängliga för allmänheten. Här finns även ett mindre historiskt museum.

## Näringsliv
Kostrzyn nad Odrą har på grund av sitt läge intill den tyska gränsen en livlig gränshandel.  Bland annat den lägre tobaksskatten i Polen och lägre livsmedelspriser lockar många besökare från Tyskland till Kostrzyn.
Orten har en cellulosa- och pappersfabrik, som grundades på 1930-talet av det tyska företaget Phrix. 1958 öppnade fabriken åter, som Kostrzyńskie Zakłady Celulozowo-Papiernicze.  Sedan 2003 ägs fabriken av Arctic Paper Kostrzyn S.A., ett dotterbolag till Arctic Paper.

## Kommunikationer

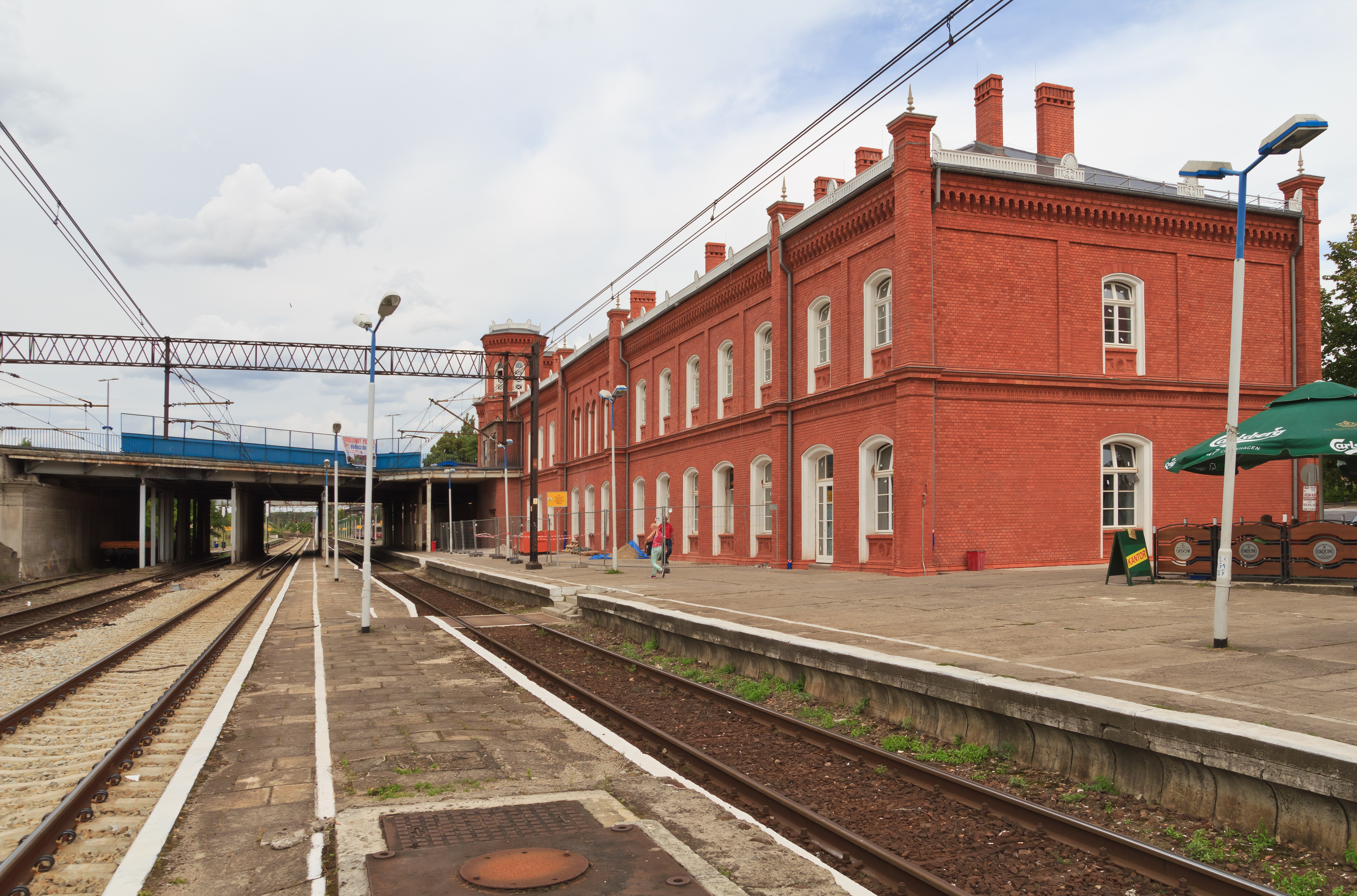
Järnvägsstationen.

Staden har tågförbindelse med Szczecin i norr och i riktning mot Wrocław och Katowice i söder, samt sedan 1992 även i riktningen mot Berlin i Tyskland västerut. Regionaltrafik sammanbinder staden med Gorzów Wielkopolski som är residensstad och storstaden Poznań. Den ursprungliga järnvägsstationen i Nya staden är idag stadens centralstation.
Den nord-sydliga nationella landsvägen DK 31 (Szczecin-Slubice) passerar genom staden, och DK 22 österut mot Poznań börjar här.
Dagens tyska landsväg Bundesstrasse 1, som genomkorsar Tyskland i öst-västlig riktning, har sin nuvarande östra ändpunkt vid gränsövergången till Kostrzyn nad Odrą. Vägen gick ursprungligen som den historiskt viktiga Reichsstrasse 1 ända till Königsberg, dagens Kaliningrad. Genom Polen följer landsvägen idag en annan sträckning.
De närmaste internationella flygplatserna finns i Szczecin och Berlin.

## Kända invånare
- Fedor von Bock (1880-1945), tysk fältmarskalk.
- Dariusz Dudka (född 1983), fotbollsspelare.
- Łukasz Fabiański (född 1985), fotbollsmålvakt.
- Alfred von Tirpitz (1849-1930), tysk politiker, sjöfficer och storamiral.
- Grzegorz Wojtkowiak (född 1984), fotbollsspelare.

## Vänorter
- Küstrin-Kietz (Tyskland)
- Peitz (Tyskland)
- Sambir (Ukraina)
- Seelow (Tyskland)
- Spandau (Berlin, Tyskland)
- Tomelilla (Sverige)
- Woudrichem (Nederländerna)